# Фельд, Фридрих
Фридрих Фельд (нем. Friedrich Feld; 5 апреля 1887, Саарбрюккен — 3 февраля 1945, Берлин) — немецкий преподаватель экономики, помощник редактора «Zeitschrift für Handelsschulpädagogik»; один из пионеров экономического образования; член НСДАП (с 1937).

## Биография
В 1922 году дипломированный преподаватель экономики (Diplom-Handelslehrer) Фридрих Фельд основал, на базе частного техникума в Гисене, образовательное учреждение, известное в 2018 году как «Бизнес-школа в Освальдсгартене» (Wirtschaftsschule am Oswaldsgarten, WSO) — в 1960-х годах, она имела название «Friedrich-Feld-Schule». В должности доцента Фельд также преподавал и в университете во Франкфурте-на-Майне.
С 1930 года Фельд работал в Берлинской высшей школе торговли, где возглавлял кафедру педагогики — «Семинар по экономическому образованию»; он оставался на этом посту до своей гибели в результате бомбардировки в 1945 году. В данный период он создал собственную теорию бизнес-образования, находившуюся на пересечении экономики и образования, в рамках которой активно развивал стажировки и практические упражнения для подготовки учителей.
После прихода к власти в Германии национал-социалистов Фельд стал активным сторонником новой политики: в 1933 году он присоединился к штурмовым отрядам (СА), а в 1937 — вступил в НСДАП. 11 ноября 1933 года Фридрих Фельд был среди более 900 ученых и преподавателей немецких университетов и ВУЗов, подписавших «Заявление профессоров о поддержке Адольфа Гитлера и национал-социалистического государства». Фолькер Банк и Аннекатрин Леманн характеризовали Фельда как «безупречного нациста».

## Работы
- Wirtschaftspädagogik, Winter, Heidelberg, 1944.
- (Hg.): Grundfragen der Erziehung für Beruf und Wirtschaft, Kohlhammer, Stuttgart, Berlin 1939.
- Betriebsgemeinschaft und Erziehung: eine wirtschaftspädagogische Untersuchung, Beltz, 1936.
- Betriebswirtschaft und Erziehung, in: Die Betriebswirtschaft, Oktober 1933.
- Moderner Humanismus und Berufsbildung in der nationalpolitischen Erziehung, in: Erziehung, Juli/August 1933, S. 620—622.
- Grundfragen der Berufsschul- und Wirtschaftspädagogik, 1928.
- Das pädagogische Studium des Diplom-Handelslehrers: mit Wegweiser durch die Literatur; mit besonderer Berücksichtigung der Studienverhältnisse an der Universität Frankfurt a. M., 1926.
- Das Lehrverfahren in der kaufmännischen Fachschule auf beruflicher und jugendpsychologischer Grundlage, 1920.